# PhoneCopy
PhoneCopy je česká služba, která umožňuje nahrát kontakty, fotografie a další soubory na cloudové úložiště, umožní k nim přístup přes webové rozhraní a zároveň data synchronizuje se všemi zařízeními, jako je telefon, tablet, notebook nebo počítač.
Poskytuje ochranu proti Ransomware.
Funguje na principu freemium.